# Le Sang d'un poète
Le Sang d'un Poète (1930) és una pel·lícula avantguardista dirigida per Jean Cocteau i finançada per Charles de Noailles. En aquesta pel·lícula la fotògrafa Lee Miller faria la seva única aparició al cinema, que a més compta amb l'aparició de la famosa trapezista Barbette. És la primera part de la Trilogia Orfica, que continua amb Orphée (1950) i conclou amb El testament d'Orfeu (1960).

## Argument
Le Sang d'un Poète està dividida en quatre parts. En la primera, un artista dibuixa un rostre i se sobresalta quan la seva boca comença a moure's. Després de fregar la boca, descobreix que aquesta s'ha traslladat al palmell de la seva mà. Després d'experimentar, cau adormit i en despertar, posa la boca sobre la boca d'una estàtua femenina.
En la segona part, l'estàtua li parla a l'artista i li entabana perquè passi a través d'un mirall. El mirall enllaça a un hotel, on l'artista observa a través del pany de diverses portes a diferents persones com un fumador d'opi o un hermafrodita. A l'artista li lliuren una pistola i una veu li instrueix a com disparar-se al cap. Ell ho fa, però no mor. Crida que ja ha vist suficient i torna a través del mirall. Finalment trenca l'estàtua amb un mall.
En la tercera part, alguns estudiants estan barallant amb boles de neu. Un noi llança una bola de neu a un més jove, però aquesta resulta ser un tros de marbre. El jove mor per l'impacte.
En la part final, un trampós juga un joc de cartes amb una dona en una taula posada sobre el cos del noi mort. Els assistents a una obra teatral observen. El trampós extreu un as de cors de la butxaca de la camisa del noi mort. L'àngel de la guarda del noi apareix i absorbeix el cadàver. També lleva l'as de cors de la mà del trampós i es retira per un tram d'escales i a través d'una porta. En adonar-se que ha perdut, el trampós se suïcida i els espectadors aplaudeixen. La dona que jugava amb ell es transforma en l'estàtua abans destrossada i es va a través de la neu, sense deixar petjades. En els moments finals de la pel·lícula l'estàtua es mostra amb una lira.
Durant la pel·lícula s'alterna imatges oníriques, incloent-hi models giratoris de filferro amb cap humà i màscares rotatòries de doble cara.

## Repartiment
- Enrique Riveros com el Poeta.
- Elizabeth Lee Miller com l'Estàtua.
- Pauline Carton
- Odette Talazac
- Jean Desbordes
- Fernand Dichamps
- Lucien Jager
- Feral Benga com l`àngel guardià.
- Barbette

## Producció
Le Sang d'un poète va ser finançada per Charles, vescomte de Noailles, qui li va donar a Cocteau 1.000.000 de francs per a la pel·lícula. Cocteau va convidar al vescomte i la seva esposa Marie-Laure de Noailles, juntament amb diversos dels seus amics, al fet que apareguessin en una escena com els assistents d'una obra teatral. En l'escena, parlen entre ells i, en el moment just, comencen a aplaudir. En veure la pel·lícula acabada, es van horroritzar al saber que aplaudien un joc de cartes que acabava amb un suïcidi, que havia estat filmat per separat. Es van negar al fet que Cocteau estrenés la pel·lícula que inclogués aquesta escena, per la qual cosa el director el va tornar a filmar amb Barbette i alguns extres més.

## Estrena retardada
Poca després de completar la pel·lícula, van començar a circular rumors que contenia un missatge anticristià. Això, combinat amb la recepció incidentada d'una altra controvertida pel·lícula produïda per Noailles, L'Âge d'or, va portar a l'expulsió de Charles de Noailles del famós Joquei Club de París, i fins i tot va ser amenaçat amb la excommunión per l'Església Catòlica. El furor provoca que l'estrena de La Sang del Poeta sigui retardat per més d'un any.